# 마운드시티 (미주리주)
마운드시티(Mound City)는 미주리주 홀트 군에 위치한 도시이다. 2000년 조사에서 이 도시의 인구는 1,193명이다.

## 통계
| 인구조사              | 인구  | Note  | %±     |
| --------------------- | ----- | ----- | ------ |
| 1880년                | 678   |       | —      |
| 1890년                | 1,193 |       | 76.0%  |
| 1900년                | 1,681 |       | 40.9%  |
| 1910년                | 1,575 |       | −6.3%  |
| 1920년                | 1,472 |       | −6.5%  |
| 1930년                | 1,525 |       | 3.6%   |
| 1940년                | 1,606 |       | 5.3%   |
| 1950년                | 1,412 |       | −12.1% |
| 1960년                | 1,249 |       | −11.5% |
| 1970년                | 1,202 |       | −3.8%  |
| 1980년                | 1,447 |       | 20.4%  |
| 1990년                | 1,273 |       | −12.0% |
| 2000년                | 1,193 |       | −6.3%  |
| 2010년                | 1,159 |       | −2.8%  |
| 2019 (추산)           | 1,039 | [ 1 ] | −10.4% |
| U.S. Decennial Census |       |       |        |

2000년도 미국 인구조사에 따르면, 마운드시티에는 인구 1,193 명, 547 세대, 그리고 321 가구가 거주하고 있다. 인구 밀도는 921.4/km² (357.1/mi²)이다. 484.2/km²(187.7/mi²)의 평균 밀도로 627 주택단위가 있다. 글렌데일의 인종 구성은 백인 98.91%, 흑인 0.08%, 아메리카 원주민(인디언) 0.59%, 아시아인 0.08%, 태평양 섬 주민 0.08%, 기타 인종 0.08%, 그리고 두개 이상의 인종 출신이 0.34%이다. 인구의 0.50%가 히스패닉 혹은 라티노이다.
마운드시티의 547 세대 중 23.6%는 18세 미만의 자녀를 데리고 살고 있고, 47.5%는 같이 살고 있는 부부이며, 8.4%는 남편이 없는 여성 세대주가 있으며, 41.3%는 비가족(인척·혈연 관계는 없으나 함께 사는 사람들)이다. 세대들 중 38.9%는 개인으로 구성되어 있으며 23.9%는 65세 이상의 혼자 사는 사람으로 되어 있다. 평균 세대 규모는 2.10명이며 평균 가구 규모는 2.80명이다.
마운드시티의 인구 구성은 18세 미만이 20.7%, 18세에서 24세가 5.7%, 25세에서 44세가 23.0%, 45세에서 64세가 21.5%, 그리고 65세 이상이 29.2%이다. 중위연령(연령의 중앙값)은 46세이다. 여성 100명 당 남성 82.4명이 있다. 18세 이상에서는 여성 100명당 남성 76.2명이 있다.
마운드시티의 세대당 중위 소득(소득의 중앙값)은 24,219달러이고, 가구당 중위 소득은 33,472달러이다. 남성들의 중위 소득은 25,446달러이고, 여성들의 중위 소득은 20,667달러이다. 마운드시티의 1인당 소득은 15,985달러이다. 인구의 12.5%와 가구들의 10.1%가 빈곤선(poverty line;최저 생활 유지에 필요한 소득)아래에 있다. 전체 인구 중에서, 18세 미만인 인구의 16.3%와 65세 이상인 인구의 12.0%가 빈곤선 이하로 살고 있다.